# Gonomyia (Leiponeura) amblystyla
Gonomyia (Leiponeura) amblystyla is een tweevleugelige uit de familie steltmuggen (Limoniidae). De soort komt voor in het Oriëntaals gebied.